# تشارلي بيتس
تشارلي بيتس (بالإنجليزية: Charlie Bates)‏ هو لاعب كرة قاعدة أمريكي، ولد في 17 سبتمبر 1907 في فيلادلفيا في الولايات المتحدة، وتوفي في 29 يناير 1980 في توبيكا في الولايات المتحدة.

## وصلات خارجية
- تشارلي بيتس على موقعبيزبول رفرنس.كوم (الدوري الرئيسي) (الإنجليزية)
- تشارلي بيتس على موقعبيزبول رفرنس.كوم (الدوري الثانوي) (الإنجليزية)